# Amici, amanti, cioccolato
Amici, amanti, cioccolato è il secondo libro della serie di romanzi di Alexander McCall Smith, "Il club dei filosofi dilettanti". È ambientato ad Edimburgo, in Scozia ed ha per protagonista Isabel Dalhousie, sofisticata single quarantenne, fondatrice del Club dei filosofi dilettanti.
Il libro è stato tradotto in quindici lingue. In Italia è apparso nel 2006, nella traduzione di Giovanni Garbellini.

## Trama
Isabel Dalhousie, direttrice della "Rivista di Etica applicata", incontra lo psicologo Ian perseguitato da una visione ossessiva dopo aver subito un trapianto di cuore.
Isabel, improvvisatasi detective, coinvolge la nipote Cat ed il giovane e tranquillo ex fidanzato Jamie nella ricerca della famiglia del donatore.
Aiutati dalle semplici trovate della governante Grace, gli improvvisati investigatori riusciranno nel loro intento.

## Personaggi principali
- Isabel Dalhousie, donna di quarantadue anni, direttrice della "Rivista di Etica applicata". Ha ricevuto una notevole somma di denaro in eredità e vive in una confortevole abitazione a sud di Edimburgo.
- Cat, nipote di Isabel. Donna giovane ed attraente, gestisce una gastronomia.
- Grace è l'impicciona governante di Isabel.
- Jamie, ex fidanzato di Cat, per il quale Isabel prova una certa attrazione.

## Edizioni in italiano
- Alexander McCall Smith, Amici, amanti, cioccolato, traduzione di Giovanni Garbellini, U. Guanda, Parma 2006
- Alexander McCall Smith, Amici, amanti, cioccolato: romanzo, traduzione di Giovanni Garbellini, TEA, Milano 2008